# Wushijiazi
Wushijiazi (kinesiska: 五十家子, 五十家子镇) är en köping i Kina. Den ligger i den autonoma regionen Inre Mongoliet, i den norra delen av landet, omkring 660 kilometer nordost om regionhuvudstaden Hohhot. Antalet invånare är 21499. Befolkningen består av 10 656 kvinnor och 10 843 män. Barn under 15 år utgör 15,0 %, vuxna 15-64 år 75 %, och äldre över 65 år 8,0 %.
Genomsnittlig årsnederbörd är 521 millimeter. Den regnigaste månaden är juni, med i genomsnitt 150 mm nederbörd, och den torraste är februari, med 4 mm nederbörd.